# Wrightella stiasnyi
Wrightella stiasnyi är en korallart som beskrevs av van Ofwegen 1989. Wrightella stiasnyi ingår i släktet Wrightella och familjen Melithaeidae.
Artens utbredningsområde är Indiska oceanen. Inga underarter finns listade i Catalogue of Life.